# David Elkaïm
Pour l’article homonyme, voir Elkaïm.
David Elkaïm est un réalisateur et scénariste français né le 25 mars 1969. Il est entre autres coscénariste de la série télévisée Ainsi soient-ils, diffusée sur Arte depuis l’automne 2012.

## Filmographie sélective

### Cinéma
- 1998 : Mabrouk Moussa de Jean-Philippe Gaud (court-métrage, scénariste)
- 1999 : Aujourd'hui, plage de Philippe Lubac (court-métrage, scénariste)
- 2001 : Les Vœux du Président (court métrage, réalisateur et scénariste)
- 2001 : L'Attaque du camion de glaces de Brice Ansel (coscénariste)
- 2002 : Une journée sur la terre de Jean-Philippe Gaud (court-métrage, scénariste)
- 2005 : Trois poches (court métrage, réalisateur et coscénariste)
- 2005 : La vie de Michel Muller est plus belle que la vôtre de Michel Muller (consultant scénario, réalisation des teasers)[1]
- 2012 : Hénaut Président de Michel Muller (coscénariste)

### Télévision
- 2007 : Hénaut Président de Michel Muller (série télévisée, coscénariste)
- 2009 : Un film sans... de Michel Muller (série télévisée, coscénariste)
- 2012 : Ainsi soient-ils, 1re saison (série télévisée, (coscénariste avec Vincent Poymiro)
- 2014 : Ainsi soient-ils, 2e saison (coscénariste avec Vincent Poymiro)
- 2021 : En thérapie, 1re saison (coscénariste avec Vincent Poymiro)
- 2022 : Le Monde de demain de Katell Quillévéré et Hélier Cisterne